# Eugnathichthys virgatus
Eugnathichthys virgatus (лат.) — вид пресноводных лучепёрых рыб из семейства дистиходонтовых отряда хараксообразных. Распространены в тропических областях Африки. Являются эктопаразитами. Питаются исключительно плавниками рыб. Максимальная длина тела 10,6 см.

## Описание
Рыло удлинённое; рот конечный с относительно массивными челюстями. На верхней и нижней челюстях по два ряда зубов. Во внутренних рядах зубы небольшие, удлинённые, с двумя вершинами. Зубы наружных рядов толстые, прямые, с двумя вершинами; плотно прилегают друг к другу; с уплощёнными коронками, каждая из которых имеет небольшой тупой выступ в передней части и увеличенный задний выступ. В спинном плавнике 15—17 мягких лучей. В анальном плавнике 11—12 мягких лучей. Позвонков 42—43. В отличие от представителей других видов данного рода у E. virgatus количество лучей в грудных плавниках (13—15) намного меньше. Боковая линия полная с 66—72 чешуйками, тянется от окончания жаберной крышки до хвостового плавника. Хвостовой плавник выемчатый. Между боковой линией и основанием спинного плавника проходит 10—12 рядов чешуи. Между боковой линией и брюшными плавниками проходит 8—9 рядов чешуи.
Основная окраска тела кремово-коричневая, с розоватым оттенком, несколько темнее выше боковой линии. На чешуе радужные серебристые блёстки. Рыло, верхняя челюсть и верх головы тёмно-коричневые; хорошо выражена полоса за глазом, проходит по диагонали через глазничную область и доходит до заднего края жаберной крышки. Нижняя челюсть, щёки и жаберная перепонка бледно-кремового цвета. На затылке один или два ряда нечётких продолговатых пятен. Вдоль боковой линии проходит широкая полоса, которую пересекают 12—14 вертикальных полос. Спинной плавник бледно-кремово-белый с тремя тонкими чёрными полосками. Жировой плавник бледно-оранжевый с чёрными пятнами по краям. Хвостовой плавник с чередующимися чёрными и ярко-оранжево-красными полосами. Остальные плавники полупрозрачные с голубовато-белым оттенком.

## Биология
Обитают в сильно затенённых лесных реках с высоким содержанием гуминовых веществ. Основываясь на морфологии и содержимом желудков показано, что E. virgatus питались исключительно плавниками рыб. Даже у молодых особей длиной 32 мм в желудках были обнаружены только остатки плавников рыб.

## Ареал
Распространены в бассейне реки Конго. Обнаружены с притоках среднего течения реки Конго: Санга, Лулонга, Руки, Итимбири, Арувими, Убанги на территории стран: Республика Конго, Камерун, ЦАР и Демократическая Республика Конго.